# Surat Sukha
Surat Sukha (in thai สุรัตน์ สุขะ; Sakon Nakhon, 27 luglio 1982) è un ex calciatore thailandese, di ruolo difensore o centrocampista.

## Biografia
È gemello di Suree Sukha, anch'egli calciatore.

## Carriera

### Club
Dopo aver militato per quattro stagioni nel Chonburi FC, il 14 maggio 2009 si trasferì al Melbourne Victory.
Ottenne la sua prima presenza in A-League il 15 agosto 2009, entrando in campo come sostituto al 78' minuto; inoltre partì in campionato da titolare il 20 agosto 2009, in una partita vinta per 1-0 contro il N. Queensland Fury.
Il Melbourne Victory aveva assicurato il rinnovo del contratto di un altro anno verso il calciatore thailandese, ma nonostante ciò, nel luglio 2011 venne congedato dal club australiano, dopo aver ricevuto un'offerta del club thailandese del Buriram PEA. Venne inoltre affermato che la famiglia Sukha non era felice di vivere in Australia, e ciò ebbe un impatto definitivo sulla sua decisione di lasciare il Melbourne Victory.

### Nazionale
Durante il periodo in cui militava nel Chonburi FC è stato convocato in nazionale.

## Palmarès

### Club

#### Competizioni nazionali
- Thai Premier League: 5

Chonburi FC: 2007
Buriram United: 2011, 2013, 2014, 2015
- Thai League Cup: 5

Buriram United: 2011, 2012, 2013, 2015, 2016
- Thai FA Cup: 4

Buriram United: 2011, 2012, 2013, 2015